# Jagtlust of Hoogsigtenburg
Jagtlust is een voormalig landgoed te Santpoort-Zuid in de gemeente Velsen, provincie Noord-Holland.

## Hoogsigtenburg
Het gebied tegenover het kasteel van Brederode wordt voor het eerst vermeld rond 1570, het is dan een 'bleeckerije'. Een eeuw later staat het bekend als hofstede met de naam Hoogsigtenburg. De bewoner is Jacob Looten, koopman te Amsterdam. Het landgoed bestond toen uit een huis met stal, wagenhuis, boerenhuis en de daarbij gelegen landerijen.

## Jagtlust
Omstreeks 1730 werd de naam van het landgoed gewijzigd in Jagtlust. Dit gebeurde door een nieuwe eigenaar, Frederik Berewout. Deze stichtte enkele jaren later een plantage in Suriname en gaf deze dezelfde naam. Het park van het Nederlandse Jagtlust was  ingericht volgens de structuur van een sterrenbos. De hoofdlaan bood zicht op de ruïne van Brederode, deze laan is anno 2013 nog steeds aanwezig. In 1877 werd een deel van de gebouwen gesloopt.

## Provinciaal Ziekenhuis
In 1926 schonk de toenmalige bewoonster Cornelia Adolphina het zuidelijke deel van het landgoed aan de Noord-Hollandse vereniging tot bestrijding der tuberculose. Deze werkte samen met het Provinciaal Ziekenhuis dat ook andere delen van het landgoed zou gaan beheren. 
Na de Tweede Wereldoorlog werd op het noordelijk deel van het landgoed een zwembad voor patiënten aangelegd. De verlaten resten van dit zwembad zijn nog zichtbaar. Ook zijn de contouren van het voormalig voetbalveld en tribunes van het openluchttheater nog terug te vinden.